# اختراق اجتماعي
التهكير الذهني، هو القدرة على التحكم بأفكار الآخرين وتصرفاتهم عبر مجموعة من التقنيات من أكثر من علم وطريقة، منها: فنون الوهم، وفنون الإيحاء، والإقناع، ولغة الجسد، والبرمجة اللغوية العصبية (NLP).

## استعمالاته

### استخدامه في السياسة
تم استخدام هذا النوع من قبل المنظمات السياسية بعد تجربته على مجموعة من الأشخاص لمعرفة مدى تأثير قوى خارجية على عقلك غير نفسك، ويتم استخدام هذه الآلية للإقناع والتأثير في أمور مختلفة عبر طرق مختلفة.
ومن هذه الطرق، طريقة تكرار الكلمات لعدد معين، حيث يوجه الشخص المسؤول عن ذلك وجهه لوجه الشخص المستهدف، وعينه بعينه مع تركيز شديد وتكرار كلمة معينة لعدد معين، بعدها يدخل العقل في حالة من التنويم اليقظ، فيكون الشخص مستيقظًا، لكن دماغه بكل ما فيه من ذكريات وماضي وحاضر يفكر في الكلمة التي يتم تكرارها.
بعد تلك المرحلة يبدأ تكرار نفس الكلمة مرة أخرى، حينها يدخل العقل في المستوى الثاني، والذي من الممكن أن يتم فيه التأثير على محتويات الدماغ، من مسح أو تعطيل للـ ذكريات أو الحاضر. هنا يشعر الدماغ بارتباك شديد، وقد تحدث بعض المقاومة وعدم الرغبة في سماع الكلمات. في المرحلة الأخيرة يتم تكرار نفس الكلمة لمرات عديدة أخرى، حينها سيبدأ الضغط الشديد على الدماغ، ولن يقوى معها الشخص على المقاومة، وستتم السيطرة الكاملة على الدماغ، حيث لم يعد هذا الدماغ ملكًا للشخص المنوَّم.

## مراحل التهكير الذهني

### الاتصال
في هذه المرحلة تكون صورة سريعة للهدف (الشخص الذي يتم تهكير ذهنه) وتتصل بعقله على شكل وصلة نفسية، وقد يشعر الهدف أنه على نفس درجة الاتصال العقلي مع الخبير الذي يجري العملية.

### التحديد
تبدأ بالتأثير في عقل الهدف من خلال تخاطر فعلي واقتراحي يتم بث صورة أو فكرة معينة في عقل الهدف. يتم ذلك بمهارة لدرجة أن الهدف يظن أنه قرر أن يفعل ما يأمره به الخبير.

### التحكم العقلي الفعلي
وهنا قد يتم التحكم الكامل بدماغ الهدف، وتسييره، لكن ذلك يتطلب مهارة وقدرات عالية.